# Franco Leccese
Franco Leccese  (né le 24 avril 1925 à Condoue, et mort le 23 juin 1992) est un athlète italien, spécialiste des épreuves de sprint.

## Biographie
Il remporte la médaille d'argent du 100 mètres lors des Championnats d'Europe 1950, à Bruxelles, devancé par le Français Étienne Bally. Vainqueur à deux reprises des Championnats d'Italie d'athlétisme (200 m en 1950 et 100 m en 1951), il participe aux Jeux olympiques de 1952, à Helsinki, où il s'incline dès les séries.

### Palmarès
| Date | Compétition           | Lieu      | Résultat | Épreuve | Temps  |
| ---- | --------------------- | --------- | -------- | ------- | ------ |
| 1950 | Championnats d'Europe | Bruxelles | 2e       | 100 m   | 10 s 7 |

### Records
| Épreuve | Performance | Lieu  | Date              |
| ------- | ----------- | ----- | ----------------- |
| 100 m   | 10 s 6      |       | 1950              |
| 200 m   | 21 s 3      | Milan | 17 septembre 1950 |